# Brenda Vaccaro
Brenda Vaccaro (født 18. november 1939) er en amerikansk teater-, tv- og filmskuespiller.
Hun voksede op i Texas, hvor hendes forældre grundlagde Marios Restaurant. Hun vendte tilbage til New York for at studere på Neighborhood Playhouse.
Vaccaro Broadway-debuterede i komedien Everybody Loves Opal, og blev tildelt Teater World Award. Hun blev nomineret til en Golden Globe for sin præstation i rollen som Shirley i filmen Midnight Cowboy. Hun blev nomineret til en Oscar for bedste kvindelige birolle i filmiseringen af Jacqueline Susanns Én gang er ingen gang (1975). Derefter har hun medvirket i film som Airport 77, Mission Capricorn 1, The First Deadly Sin og Supergirl. Hun har også spillet mange gæstroller i episoder af tv-shows som Hun så et mord, The Golden Girls, Ally McBeal, Columbo, Venner og Nip/Tuck.